# مفصلاويات
المَفْصِلاَوِيَّات (الاسم العلمي: Arthrodermataceae) هي فصيلة فُطْرِيَّاتٍ من طائفة العوفنيات وشعبة الزقيات.